# Liste der denkmalgeschützten Objekte in Satteins
Die Liste der denkmalgeschützten Objekte in Satteins enthält die 9 denkmalgeschützten, unbeweglichen Objekte der Gemeinde Satteins.

## Denkmäler
| Foto |                 | Denkmal                                                                   | Standort                                             | Beschreibung | Metadaten |
| ---- | --------------- | ------------------------------------------------------------------------- | ---------------------------------------------------- | --- | --- |
| ja   | Datei hochladen | J. M. Fussenegger Fabrik HERIS-ID: 82800 Objekt-ID: 96645seit 2013        | Augasse 50 Standort KG: Satteins                     | Das ehemalige Hauptgebäude der 1836 gegründeten Rotfärberei und Baumwolldruckerei ist ein „typischer Fabrikshochbau nach englischem Vorbild“. | BDA-Hist.: Q38179322 Status: Bescheid Stand der BDA-Liste: 2025-06-30 Name: J. M. Fussenegger Fabrik GstNr.: 2143/2 J. M. Fussenegger Fabrik (Satteins)        |
| ja   | Datei hochladen | Lourdeskapelle „beim Bild“ HERIS-ID: 56306 Objekt-ID: 65532               | Außerbergweg 1 Standort KG: Satteins                 | Die rechteckige Lourdeskapelle mit Glockendachreiter wurde 1893 erbaut. Mehrere Altarbilder und Figuren im Innenraum stammen aus dem 18. Jahrhundert. | BDA-Hist.: Q38071258 Status: § 2a Stand der BDA-Liste: 2025-06-30 Name: Lourdeskapelle „beim Bild“ GstNr.: .261 Lourdeskapelle „beim Bild“, Satteins           |
| ja   | Datei hochladen | Kath. Pfarrkirche hl. Georg und Friedhof HERIS-ID: 33547 Objekt-ID: 31143 | Kirchplatz 1 Standort KG: Satteins                   | 1426 wurde Satteins zur Pfarre erhoben. Die heutige Kirche wurde 1822 bis 1824 erbaut. | BDA-Hist.: Q15840310 Status: § 2a Stand der BDA-Liste: 2025-06-30 Name: Kath. Pfarrkirche hl. Georg und Friedhof GstNr.: .1, 1 Pfarrkirche hl. Georg, Satteins |
| ja   | Datei hochladen | Tanzhalle HERIS-ID: 88854 Objekt-ID: 103441                               | Kirchstraße 15 Standort KG: Satteins                 | Die ursprünglich zu einem Gasthaus gehörende Tanzhalle ist ein offener Holzbau mit gemauertem Sockel aus dem 19. Jahrhundert. | BDA-Hist.: Q37728060 Status: § 2a Stand der BDA-Liste: 2025-06-30 Name: Tanzhalle GstNr.: 1029/10 Tanzhalle, Kirchstrasse Satteins                             |
| ja   | Datei hochladen | Kapelle hl. Sebastian HERIS-ID: 56305 Objekt-ID: 65531                    | Rankweilerstraße 19 Standort KG: Satteins            | Die Kapelle zum heiligen Sebastian im Westen des Ortes wurde 1508 geweiht. Der Rechteckbau mit stark eingezogenem Chor trägt einen Glockenturm mit Spitzhelm. Der gotische Aufbau des Hochaltars stammt aus der Zeit etwa von 1510 bis 1520. | BDA-Hist.: Q38071248 Status: § 2a Stand der BDA-Liste: 2025-06-30 Name: Kapelle hl. Sebastian GstNr.: .125                                                     |
| ja   | Datei hochladen | Volksschule HERIS-ID: 83473 Objekt-ID: 97415                              | Schulplatz 5 Standort KG: Satteins                   | Die Volksschule von Satteins wurde 1908 nach Plänen von Baumeister Schöch aus Rankweil neu errichtet, nachdem der Vorgängerbau von 1780 einem Brand zum Opfer gefallen war. | BDA-Hist.: Q38180661 Status: § 2a Stand der BDA-Liste: 2025-06-30 Name: Volksschule GstNr.: .505 Volksschule Satteins                                          |
| ja   | Datei hochladen | Ruine Schwarzenhorn HERIS-ID: 33543 Objekt-ID: 31139                      | östlich Schwarzenhornstraße 24 Standort KG: Satteins | Die Burgruine auf einem Hügelrücken nordöstlich über dem Ort wurde 1265 urkundlich erwähnt und vermutlich bereits in den Jahren 1405/06 zerstört. Erhalten geblieben sind die unteren Teile der Nordwand des Bergfrieds sowie einige weitere Mauerreste. | BDA-Hist.: Q37952675 Status: Bescheid Stand der BDA-Liste: 2025-06-30 Name: Ruine Schwarzenhorn GstNr.: 304                                                    |
| ja   | Datei hochladen | Kriegerdenkmal HERIS-ID: 82799 Objekt-ID: 96644                           | Standort KG: Satteins                                | Das Kriegerdenkmal mit einem Sgraffito an der Außenmauer des Friedhofs stammt aus dem Jahr 1957. | BDA-Hist.: Q38179313 Status: § 2a Stand der BDA-Liste: 2025-06-30 Name: Kriegerdenkmal GstNr.: 2                                                               |
| BW   | Datei hochladen | Römische Villa „in der Rühe“ HERIS-ID: 112847 Objekt-ID: 131072seit 2018  | Standort KG: Satteins                                | Die Römische Villa „in der Rühe“ war eine in den 1930er-Jahren ergrabene Portikus-Villa, bestehend aus mehreren Gebäudeteilen, die mit einer Hypokaustenheizung, Terrazzoböden und Wandmalereien ausgestattet war. Die archäologischen Befunde lassen eine Datierung der Anlage in die Mitte des zweiten Jahrhunderts n. Chr. zu. Im späten 3. Jahrhundert fiel sie einem Brand zum Opfer, der in der Literatur mit den Einfällen der Germanen in das Römische Reich in Verbindung gebracht wird. | BDA-Hist.: Q105646823 Status: Bescheid Stand der BDA-Liste: 2025-06-30 Name: Römische Villa „in der Rühe“ GstNr.: 3643, 3644, 3645, 3642                       |